# Kryptographisches Primitiv
Ein kryptographisches Primitiv ist in der Kryptographie ein einfacher Baustein, der zum Aufbau von komplexeren kryptographischen Systemen dient. Solche Bausteine sind beispielsweise Blockchiffren, Kryptologische Hashfunktionen, Stromchiffren und kryptographisch sichere Zufallszahlengeneratoren.
Dabei sind oft Sicherheitsreduktionen möglich: Man beweist, dass ein kryptographisches System/Verfahren, welches aus diesen kryptographischen Primitiven aufgebaut ist, sicher ist, wenn die zu Grunde liegenden Primitive sicher sind.
In einer zweiten Bedeutung bezeichnet kryptographisches Primitiv eine elementare Rechenoperation, aus welchen ein Verfahren wie beispielsweise eine Blockchiffre aufgebaut wird. Ein solches Primitiv kann z. B. die bitweise XOR-Verknüpfung zweier Datenwörter, die Rotation eines Datenwortes um eine bestimmte Zahl von Bitpositionen oder die Substitution durch eine S-Box sein.